# Мулла Бекджан
Мулла́ Бекджа́н (узб. Mulla Bekjon), настоящее имя Бекджа́н Рахма́нов (узб. Bekjon Rahmonov) (1887—1929) — узбекский и советский государственный, политический и общественный деятель, преподаватель, педагог, лингвист, полиглот, журналист, один из видных деятелей хорезмского джадидизма.

## Биография

### Ранние годы
Родился в 1887 году в Хиве, в столице Государства Хорезм (Хивинского ханства). Окончил хивинское медресе, где получил исламское и частично светское образование. 1912 году, в 26-летнем возрасте отправился в Османскую империю через Иран, и в 1913 году поступил Стамбульский университет. В Стамбуле познакомился с идеей джадидизма, обрёл множество друзей и связей. Закончил учёбу в Стамбуле в 1918 году и вернулся в Хиву. Помимо родного узбекского языка, в совершенстве владел туркменским, персидским и турецким языками. Позднее выучил русский язык.

### Политическая карьера
После возвращения из Стамбула в Хиву, познакомился с хивинскими и хорезмскими джадидистами и примкнул к их движению. Позднее стал членом движения младохивинцев, которые боролись за свержение монархии в Хорезме. После хивинской революции и свержения монархии, образовалась Хорезмская Народная Советская Республика, в создании которой участвовал и Бекджан Рахманов. Сразу после образования республики на территории бывшего ханства, Бекджан Рахманов был назначен министром образования ХНСР. В 1921 году стал председателем центрального революционного комитета ХНСР. В 1920—1921 годах параллельно являлся редактором республиканской газеты «Inqilob quyoshi» (Солнце революции). Благодаря его инициативе, на всей территории ХНСР были открыты множество школ с преподаванием на узбекском и туркменском языках на арабо-персидской письменности. В 1921 году открыл в Хивинский народный университет (ныне Ургенчский государственный университет) — один из первых университетов на территории Средней Азии. После национально-территориального размежевания Средней Азии, в 1925 году стал заведующим отделения образования в Хорезмском округе Узбекской ССР, где проработал до 1926 года. Параллельно совмещал другие, более мелкие должности. Выступал за интересы узбекского и туркменского языков, активно защищал право населения учиться на родном языке. Написал множество трудов по узбекской народной музыке, умел играть на народных музыкальных инструментах. Имел тесные контакты с джадидистами, являясь активным сторонником этого движения.

### Убийство
Из-за своих убеждений советские силовые структуры стремились уничтожить его. В 1929 году был убит сотрудниками ОГПУ СНК СССР при невыясненных обстоятельствах внутри парохода на реке Амударья, недалеко от Ургенча. Ему было 42 года. Его убийство оценивается историками как политическое из-за взглядов и убеждений Бекджана Рахманова.